# NASCAR Heat 4
NASCAR Heat 4 es un videojuego de carreras que simula la temporada 2019 de la NASCAR. Fue desarrollado por Monster Games y publicado por 704Games el 13 de septiembre de 2019 para PlayStation 4, Xbox One y Windows a través de Steam. Kevin Harvick aparece en la portada (por primera vez desde NASCAR 2005: Chase for the Cup) del lanzamiento regular del juego junto con Tony Stewart, y Jeff Gordon aparece en la portada de la Gold Edition.

## Jugabilidad
El Xtreme Dirt Tour regresó al juego, y Tony Stewart es piloto y dueño de equipo en la serie. Los jugadores que estén en el modo Carrera por primera vez podrán comenzar en cualquiera de las cuatro series (NASCAR Cup, Xfinity, Trucks y Xtreme Dirt). Las actualizaciones adicionales del juego incluyeron diferentes compuestos de neumáticos para diferentes tipos de pistas y un mapa de la pista. Además, los autos personalizados ahora tienen una opción de número abierta de 0 a 99 (incluidos 00 a 09) tanto para la carrera rápida como para el modo carrera.

## Contenido descargable
Hay paquetes de contenido descargable de pago disponibles. El contenido descargable para reservar es la posibilidad de competir en Martinsville Speedway de noche. Aunque más adelante en 2019, la carrera nocturna de Martinsville sería una opción jugable en el juego sin necesidad de descarga.

## Banda sonora
| Canción                        | Artista          |
| ------------------------------ | ---------------- |
| Breaking Even                  | Inner Image      |
| Endless Sky                    | Wild Adriatic    |
| Fake It                        | Steve Everett    |
| Feel That Way                  | Wild Adriatic    |
| Long Time Ago                  | Simplified       |
| Queen & King of Smaller Things | Andrew Leahey    |
| Say The Word                   | Fire Fences      |
| Take Control                   | Fire Fences      |
| The Architect                  | Mile Marker Zero |
| The Lion and The Liar          | American Theory  |
| Tunnel Vision                  | Fusebox Poet     |

## Recepción
NASCAR Heat 4 recibió reseñas "mixtas o regulares" según el agregador de reseñas Metacritic.
Matthew Kato, de Game Informer, calificó esta versión de NASCAR Heat como la más sólida, señalando que sus defectos la hacían más admirable que excelente. El modo en línea y la IA también fueron criticados por ser mediocres, y el modo carrera se consideró adecuado.

### Reconocimientos
El juego fue nominado a la categoría "Juego de carreras de franquicia" en los premios NAVGTR.